# Sericochroa malocampoides
Sericochroa malocampoides är en fjärilsart som beskrevs av Dyar 1908. Sericochroa malocampoides ingår i släktet Sericochroa och familjen tandspinnare. Inga underarter finns listade i Catalogue of Life.